# Vin Moore
Pour les articles homonymes, voir Moore.
Vin Moore (né le  23 janvier 1879 à Mayville (New York), mort le 5 décembre 1949 à Hollywood) est un acteur, scénariste et réalisateur américain.
Il a réalisé 83 films entre 1915 et 1938, et a été acteur dans une trentaine de films.

## Filmographie partielle

### Acteur
- 1919 : Le Trésor (Captain Kidd, Jr.) de William Desmond Taylor
- 1926 : Lazy Lightning

### Scénariste
- 1930 : L'Amérique a soif (See America Thirst) de William J. Craft
- 1934 : The Red Rider

### Réalisateur
- 1920 : An Elephant’s Nightmare
- 1920 : Distilled Love (avec Richard Smith)
- 1930 : See America Thirst
- 1931 : The Virtuous Husband
- 1934 : Flirting with Danger
- 1935 : Cheers of the Crowd